# Vela d'estai

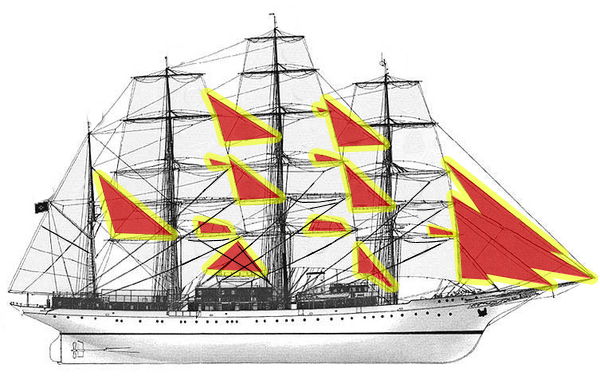
Veles d'estai

Una vela d'estai (anglès: staysail) és una vela d'aparell proa-popa que pot ser col·locada amb el seu gràtil relingat cap a proa en un estai d'un màstil i lligada a la coberta, al bauprès, o a un altre pal.

## Descripció

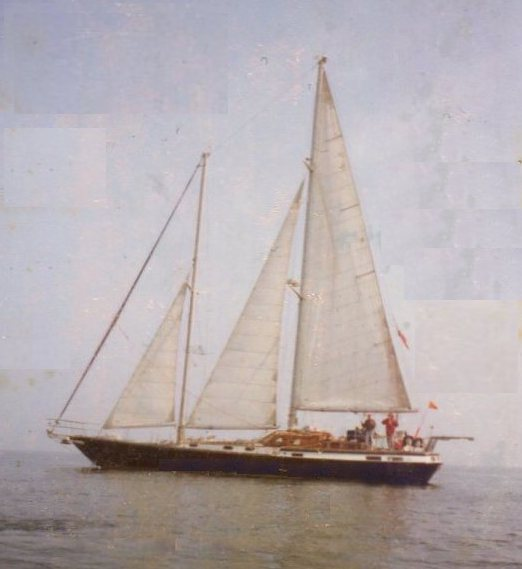
Goleta "Rich Harvest" amb veles d'estai. El seu gènova està recollit a l'enrotllador del gènova

La majoria de les veles d'estai són triangulars; tanmateix, n'hi ha que són de quatre punys, per exemple algunes de les veles Fisherman.
Les veles d'estai triangulars que van a l'estai de proa es diuen flocs, veles de proa, o trinquetes. A la vela més interna en un cúter, goleta i altres plataformes que tenen dues o més veles d'estai se la coneix simplement com vela d'estai, mentre n'hi ha d'altres que es coneixen amb un nom específic: floc, gènova, tormentí, reacher, etc.
Els tipus de vela d'estai inclouen el gènova (una més gran que es porta a l'interior de l'espinàquer amb ampli abast), la vela tallboy (una vela estreta que va entre l'espinàquer i la vela major en iots de regata), i la vela bigboy (que va al costat de sotavent de l'espinàquer). A diferència del gènova, les dues últimes no tenen el gràtil fixat a l'estai.
En grans vaixells, les veles d'estai s'anomenen segons el pal i la secció del pal on s'hissen. Per tant, la vela d'estai hissada sobre un estai que corre cap a proa i cap avall des de la part superior del pal de mitjana serà la vela d'estai de mitjana. Si dues veles d'estai s'hissen a diferents punts a l'estai d'aquest pal, serien p.e. la vela d'estai superior de mitjana i la vela d'estai inferior de mitjana.

## Usos
En els vaixells amb aparell quadrat, les veles d'estai poden ajudar a cenyir, superant la mala tendència de les veles quadres que són feixugues per anar cap al vent, especialment amb vents suaus; de fet quan un vaixell intenta cenyir i es "desinfla la vela", es veu obligat a desviar-se del rumb desitjat (caure cap a sotavent), això passa especialment amb aparell rodó ja que el gràtil i la baluma estan solts (el terme es va alternant a cada bordada). En els iots amb aparells de tall, amb un ventijol, caldrà enrotllar gènova abans de fer la bordada a causa de la dificultat de fer passar la gran vela per sota l'estai. Aquí, la vela d'estai pot ajudar a portar la proa a través del vent d'una manera més eficaç.